# Titularbistum Sala
Sala ist ein Titularbistum der römisch-katholischen Kirche.
Es geht zurück auf einen untergegangenen Bischofssitz in der antiken Stadt Sala, die in der Nähe des alten Blaundos im südwestlichen Phrygien lag. Der Bischofssitz war der Kirchenprovinz Sardes zugeordnet.
| Titularbischöfe von Sala |                             |                                          |                   |                  |
| Nr.                      | Name                        | Amt                                      | von               | bis              |
| 1                        | Augustine Francis Schinner  | emeritierter Bischof von Spokane (USA)   | 17. Dezember 1925 | 7. Februar 1937  |
| 2                        | Philippe Servulo Desranleau | Koadjutorbischof von Sherbrooke (Kanada) | 13. Dezember 1937 | 12. Februar 1941 |
| 3                        | Edward Quentin Jennings     | Weihbischof in Vancouver (Kanada)        | 22. März 1941     | 22. Februar 1946 |
| 4                        | Floyd Lawrence Begin        | Weihbischof in Cleveland (USA)           | 22. März 1947     | 27. Januar 1962  |